# Frans Ewerlöf
Frans Anton Ewerlöf, född den 30 september 1799 i Dalarö, död den 4 juli 1883, var en svensk ämbetsman och författare. Han var far till Fritz Ewerlöf.
Ewerlöf var sekreterare vid ståthållarskapet i Norge 1825-1829, och var sekreterare åt vicekungen kronprins Oscar under stortinget 1833. Han blev förste expeditionssekreterare i kungliga kansliet 1831, var generalkonsul i Köpenhamn 1833-1851 och 1857-1881 samt i Helsingör 1851-1857. Ewerlöfs namn är främst knutet till Öresundstullens avskaffande 1857 och till stiftandet av Sällskapet för nyttiga kunskapers spridande 1833. I samband med sin verksamhet för Öresundstullens avskaffande utgav han 1855 Considárations sur le projet du rachat des droits du Sund. 
Idén till sällskapet för nyttiga kunskapers spridande fick han under en resa till Storbritannien, där Henry Peter Broughams sociala strävanden gav honom förebilden. Ewerlöf översatte 1832 i valda stycken dennes Practical observations upon the education of the people under titeln Om folkbildning och fogade till detta arbete sina egna erfarenheter från Storbritannien om de Broughamska idéernas omsättande i praktiken. Ewerlöf författade därutöver En block på handels- och penningeställningen i Sverige (1844), Betraktelser öfver svenska städerna och deras ombildning (1848), Den dansk-tyska frågan (1862) och Om landtmannaförhållandena i konungariket Danmark (1854).